# John Franklin Miller (Politiker, 1862)
John Franklin Miller (* 9. Juni 1862 bei South Bend, Indiana; † 28. Mai 1936 in Seattle, Washington) war ein US-amerikanischer Politiker.

## Leben
Miller wurde 1862 auf einer Farm im St. Joseph County in Indiana geboren. Er studierte an der Law School der Valparaiso University. 1887 schloss er sein Studium ab und wurde im selben Jahr in die Anwaltschaft aufgenommen. 1888 zog Miller nach Seattle und begann dort zu praktizieren. 1890 bis 1894 war er Staatsanwalt im King County; von 1908 bis 1910 hatte er das Amt des Bürgermeisters von Seattle inne.
Miller wurde als Republikaner in den Kongress gewählt und vertrat dort im US-Repräsentantenhaus den Bundesstaat Washington vom 4. März 1917 bis zum 3. März 1931. In dieser Zeit gehörte er der Kongressdelegation an, die 1919 die amerikanischen Truppen in Frankreich und Deutschland besuchten. Nach seiner Karriere als Kongressabgeordneter wurde Miller wieder in seinem früheren Beruf tätig.
Millers Onkel John Franklin Miller war ebenfalls Politiker. Er saß von 1881 bis 1886 für Kalifornien im US-Senat.